# Red belega orla (Poljska)
Red belega orla (poljsko Order Orła Białego) je  najvišje poljsko odlikovanje za civilne in vojaške zasluge. Ustanovil ga je poljski kralj Avgust II. Močni 1. novembra 1705 in z njim odlikoval osem svojih najbližjih diplomatskih in političnih privržencev.
Red se podeljuje najuglednejšim Poljakom in visokim predstavnikom tujih držav. Odlikovanje je pritrjeno na moder trak, ki se  nosi čez levo ramo. Zvezda reda, nekoč izvezena, se nosi na levi strani prsi.

## Zgodovina
Red belega orla je bil prvotno rdeče emajlirana ovalna zlata medalja s podobo poljskega belega orla na prednji strani. Na hrbtni strani je bil monogram kralja Avgusta II. s prekrižanima mečema. Nosila se je na svetlo modrem traku.  Ovalno medaljo  je leta 1709  nadomestil malteški križ. Do leta 1713 se je nosil okoli vratu z modro lento in zvezdo. Avgust II. Močni je število vitezov omejil na sedemindvajset, vendar je red do smrti leta 1733 podelil štiridesetim osebam. Avgustov sin in naslednik Avgust III. je podelil več kot tristo redov.
Avgust II. se je pri ustanavljanju reda morda zgledoval po ruskem Redu svetega Andreja, ki ga je malo pred tem ustanovil Peter Veliki. Med prvimi vitezi ruskega  reda je bil tudi Avgust II. Agvust se je še bolj verjetno zgledoval po prestižnem francoskem Redu Svetega duha, s katerim ima skupno svetlo modro pentljo in zvezdo  s ptičem. Redu Svetega duha je zelo podoben tudi ruski  Red svetega Andreja. Ustanovitvi Reda je sprva močno nasprotovalo številno poljsko plemstvo, ker je članstvo v Redu kršilo tradicionalno načelo enakosti vseh poljskih plemičev. Ker Red ni imel zavetnika, je Avgust II. za  praznik Reda  določil 2. avgust. Njegov sin Avgust III. je praznik premaknil na  3. avgust.
Po tretji delitvi Poljske leta 1795 je bil Red ukinjen in bil leta 1807   ponovno ustanovljen kot najvišje odlikovanje Varšavskega vojvodstva. Leta 1815 je postal najvišje odlikovanje Kraljevine Poljske, takrat avtonomnega dela Ruskega imperija. Red je bil priljubljen tudi med ruskimi carji, ki so si ga podeljevali kar sami.
Potem ko so ruske čete zatrle poljsko vstajo 1830–1831, si je Red prilastil car Nikolaj I. in ga 17. novembra 1831 kot Red belega orla uradno vključil v sistem ruskih carskih odlikovanj. Videz odlikovanja je nekoliko spremenil, da je bil bolj podobem ruskim redovom. Red je v tej obliki ostal nespremenjen do ruske revolucije leta 1917 in propada Ruskega imperija.
Red belega orla je z odlokom poljskega parlamenta 4. februarja 1921 postal najvišje poljsko odlikovanje. Videz odlikovanja so nekoliko posodobili. V obdobju med prvo in drugo svetovno vojno je bilo z Redom belega orla odlikovanih 24 poljskih državljanov in 87 tujcev, med njimi 33 monarhov in vodij držav, deset ministrskih predsednikov in petnajst drugih ministrov in dvanajst članov kraljevih družin.
Po drugi svetovni vojni in ustanovitvi Ljudske republike Poljske se Red belega orla ni več podeljeval, čeprav uradno ni bil nikoli ukinjen. Podeljevala ga je poljska vlada v izgnanstvu. Po propadu socialistične Poljske je bil Red 16. oktobra 1992 ponovno uveden. Poljska vlada v izgnanstvu je pečat in arhiv Reda poklonila Lehu Valesi, prvemu posocialističnemu predsedniku Poljske. Prvi odlikovanec v novem ražimu je bil papež Janez Pavel II. Veliki mojster reda je predsednik Poljske.

## Insignije
- Kraljeva zvezda Reda belega orla Avgusta II. Močnega pred letom 1730
- Grb Stanislava II. Avgusta ovalno medaljo Reda belega orla
- Diamantna zvezda Avgusta II. Močnega
- Zvezda reda (18. stoletje)
- Zvezda sodobnega reda